# Tore Sagvolden
Tore Sagvolden (* 1959 in Oslo) ist ein ehemaliger norwegischer Orientierungsläufer und Ski-Orientierungsläufer.

## Laufbahn
In seiner erfolgreichen Laufbahn konnte er drei Vizeweltmeistertitel, eine Bronzemedaille im Einzel und mit der norwegischen Staffel von 1981 bis 1987 vier Goldmedaillen in Folge gewinnen.
Bei den Weltmeisterschaften 1979 im finnischen Tampere gelang dem norwegischen Team ein großer Triumph. Sagvolden war hinter seinen Landsmännern Øyvin Thon und Egil Johansen der drittschnellste Läufer und machte den Dreifach-Sieg der Norweger perfekt. In der Staffel, die nur Sechste wurde, wurde Sagvolden jedoch noch nicht aufgestellt. 1981 in Thun holte Sagvolden sich hinter Øyvin Thon die Silbermedaille, mit der Staffel gewann er Gold. 1983 gingen die ersten vier Plätze an Norwegen, wobei Sagvolden nur um drei Sekunden an der Bronzemedaille vorbeilief. In der Staffel konnte er jedoch erneut Gold gewinnen. 1985 riss die norwegische Siegesserie: Der Finne Kari Sallinen gewann vor Sagvolden der sich damit zum zweiten Mal nach 1981 mit Silber im Einzel begnügen musste. Mit der norwegischen Staffel gelang ihm jedoch der Gewinn seiner dritten Staffel-Goldmedaille. Eine weitere wurde 1987 im französischen Gérardmer hinzugefügt. Im Einzel gewann Sagvolden seine dritte Silbermedaille im Einzel.
Im Ski-Orientierungslauf wurde er 1982 mit Finn Kinneberg, Morten Berglia und Sigurd Dæhli Vizeweltmeister im Staffellauf.

## Platzierungen

### Orientierungslauf
Bei Weltmeisterschaften:
| Weltmeisterschaften | Einzel | Staffel |
| ------------------- | ------ | ------- |
| 1979 Tampere        | 3.     |         |
| 1981 Thun           | 2.     | 1.      |
| 1983 Zalaegerszeg   | 4.     | 1.      |
| 1985 Bendigo        | 2.     | 1.      |
| 1987 Gérardmer      | 2.     | 1.      |

### Ski-Orientierungslauf
| Weltmeisterschaften   | Einzel | Staffel |
| --------------------- | ------ | ------- |
| 1982 Aigen im Ennstal | 13.    | 2.      |